# Städtischer Wasserturm Hagenow
| Wasserturm Hagenow                         | Wasserturm Hagenow                              |
| Wasserturm                                 | Wasserturm                                      |
| Daten                                      | Daten                                           |
| ------------------------------------------ | ----------------------------------------------- |
| Baujahr:                                   | 1905–1908                                       |
| Bauausführung:                             | AG Continental Wasserwerks- gesellschaft Berlin |
| Turmhöhe:                                  | 28 m                                            |
| Behältervolumen:                           | 300 m³                                          |
| Ursprüngliche Nutzung:                     | Trinkwasser- versorgung von Hagenow             |
| Stilllegung:                               | 1970er Jahre                                    |
| Heutige Nutzung:                           | Wohnung                                         |
| Denkmalschutz:                             | Kulturdenkmal seit 1982                         |
| Der vorkragende Turmkopf mit Eisenfachwerk |                                                 |

Der ehemalige Wasserturm von Hagenow liegt auf einer Anhöhe etwas außerhalb der Stadt am Beckower Weg. Das weit in der Landschaft sichtbare Bauwerk bildet einen Orientierungspunkt und gilt als Wahrzeichen der mecklenburgischen Stadt Hagenow.

## Bauwerk
Der 28 m hohe, runde Wasserturm wurde im historistischen Baustil als Backsteinbau errichtet. Das aufwändige Eingangsportal sowie die spitzbogigen Fenster nehmen gotische Bauformen auf. Der Turmschaft verjüngt sich bis zum Ansatz des Behälterbereichs. Das den Behälter umschließende Mauerwerk ragt deutlich vor und ist in Fachwerkbauweise mit Eisenfachung ausgeführt. Ein Kranz von spitzbogigen Fenstern belichtet dort den Innenbereich. Ein schiefergedecktes Dach schließt den Turm nach oben ab. Es ist oben kegelförmig und unten hutkrempenartig erweitert.

## Geschichtliches
In den Jahren 1905–1908 wurde der Wasserturm für die zentrale städtische Wasserversorgung von der AG Continental Wasserwerksgesellschaft Berlin gebaut. Er enthielt einen Stahlbehälter mit einem Fassungsvermögen von 300 m³, dessen Sohle 18 m über dem Gelände lag. 1938 musste der Bau auf Anordnung der Luftwaffe in der Höhe reduziert werden. Der Turm erfüllte seine Aufgabe bis in die 1970er Jahre, wurde dann aber stillgelegt und stand lange leer. Seit den 1990er Jahren wird er nach einem entsprechenden Umbau zu Wohn- und Geschäftszwecken genutzt.

## Wasserversorgung Hagenows heute
Die Versorgung erfolgt heute über die Hagenower Stadtwerke mit Sitz im alten Wasserwerk in der Bahnhofstraße.
In der Wasserfassung Pätow (etwa 3 km südwestlich von Hagenow) wird Grundwasser aus fünf Versorgungsbrunnen gewonnen. Dort erfolgt auch die Wasseraufbereitung und es stehen zwei Zwischenspeicher mit je 500 m³ Fassungsvermögen für Reinwasser zur Verfügung. In der Bahnhofsstraße in Hagenow befinden sich zwei weitere Reinwasserbehälter mit je 900 m³ Fassungsvermögen. Infolge moderner Pumpanlagen sind Wassertürme zur Drucksicherung nicht mehr notwendig. Das Trinkwasserversorgungsnetz der Stadtwerke umfasst 93 km Versorgungs- und Transportleitungen und 27 km Hausanschlussleitungen.